# George MacDonnell
George Alcock MacDonnell (Dublino, 16 agosto 1830 – Londra, 3 giugno 1899) è stato uno scacchista irlandese.
Fu anche un reverendo della Chiesa anglicana.

## Biografia
Studiò al Trinity College di Dublino, dove si laureò nel 1852. Dopo due anni fu ordinato sacerdote della Chiesa anglicana e gli fu affidata una parrocchia in Irlanda. Nel 1857 gli fu trasferito a Londra per dirigervi una parrocchia. Dopo che fu coinvolto in una causa legale per un matrimonio che non avrebbe dovuto celebrare, fu rimosso dall'incarico e per molti anni si occupò solamente della sua carriera scacchistica. Nel 1879 fu riabilitato dalla chiesa anglicana nelle sue funzioni di ministro del culto e gli fu affidata un'altra parrocchia. Da quel momento smise di partecipare a tornei, ma arrotondò le entrate scrivendo libri di scacchi e articoli scacchistici sulla rivista londinese Illustrated Sporting and Dramatic News.
Pur non avendo vinto tornei molto importanti, fu uno dei giocatori più forti della scena scacchistica britannica nella seconda metà dell'Ottocento.
Da non confondere con un altro scacchista dal cognome molto simile, Alexander McDonnell (1798-1835). Questi due giocatori, che non avevano parentela tra di loro se non molto lontana, erano spesso confusi anche nell'Ottocento, pur avendo giocato in periodi diversi. Si racconta che durante il torneo di Dundee 1867, dopo aver giocato con lui, Steinitz disse ad uno dei partecipanti: "È più forte adesso di quando ha giocato con La Bourdonnais." MacDonnell ne fu informato e rimarcò ironicamente: "Quell'altro MacDonnell ha vissuto sulla mia reputazione fin da quando è morto."

### Principali risultati
- 1862: 4º al torneo di Londra (vinse Adolf Anderssen davanti a Louis Paulsen e John Owen)
- 1865: =1º con Wilhelm Steinitz a Dublino (ma perse il play-off)
- 1866: 2º-3º a Londra (vinse Cecil DeVere); =1º in un altro torneo a Londra
- 1867: 3º a Dundee
- 1872: 3º a Londra (vinse Steinitz)

Nel 1862 vinse due match a Dublino contro George Henry Mackenzie (8-5 e 6,5-3,5).
Nel 1878 fu al centro di un curioso episodio: si rifiutò di giocare in un torneo al quale era stato iscritto l'automa scacchistico "Mephisto" (che in realtà era controllato dal maestro Isidor Gunsberg), perché voleva prima conoscere il nome dell'operatore nascosto dentro di esso.
Scrisse due libri di scacchi:
- Chess Life Pictures (Londra, 1883)
- Knights and Kings of Chess (Londra, 1894)

### Partite notevoli
- Owen - MacDonnell, Londra 1862 – Partita inglese
- MacDonnell - Steinitz, Londra 1862 – Gambetto scozzese
- MacDonnell - Blackburne, Londra 1862 – Partita Italiana
- MacDonnell - Fraser, Dundee 1867 – difesa Philidor
- MacDonnell - Bird, Londra 1872 – Gambetto Muzio
- MacDonnell - Whisker, Londra 1876 – Spagnola
- MacDonnell - Gunsberg, Londra 1883 – Gambetto MacDonnell